# Wirtschaftsmathematik
Wirtschaftsmathematik ist ein interdisziplinäres Fachgebiet, das mathematische Methoden und Modelle auf wirtschaftliche Fragestellungen anwendet. Es verbindet die Mathematik mit Wirtschaftswissenschaften, Informatik und Statistik, um komplexe ökonomische Probleme zu analysieren und zu lösen. Wirtschaftsmathematik wird sowohl in der Wissenschaft als auch in der Praxis eingesetzt und bildet die Grundlage für Entscheidungsprozesse in Unternehmen, Finanzinstituten und öffentlichen Organisationen.

## Definition und Ziele
Die Wirtschaftsmathematik hat das Ziel, wirtschaftliche Prozesse und Zusammenhänge mit mathematischen Modellen zu beschreiben und zu analysieren. Dazu werden Methoden aus der reinen und angewandten Mathematik, Statistik und Informatik genutzt. Typische Fragestellungen sind beispielsweise die Optimierung von Produktionsabläufen, die Bewertung von Finanzprodukten oder die Analyse von Marktdaten.

## Geschichte
Die Wurzeln der Wirtschaftsmathematik reichen bis ins 19. Jahrhundert zurück, als mathematische Ansätze erstmals in der Volkswirtschaftslehre eingesetzt wurden. Ein bedeutender Meilenstein war die mathematische Formulierung ökonomischer Prinzipien durch Léon Walras  und Vilfredo Pareto. Im 20. Jahrhundert gewann die Wirtschaftsmathematik durch die Entwicklung der Spieltheorie (John von Neumann, Oskar Morgenstern) und der Operations Research während des Zweiten Weltkriegs weiter an Bedeutung. 
Als eigenständiger Studiengang wird Wirtschaftsmathematik in Deutschland seit 1977 an der Universität Ulm angeboten. Ziel war es, Mathematik und Wirtschaftswissenschaften zu einem praxisorientierten Fachgebiet zu kombinieren. Seitdem hat sich Wirtschaftsmathematik zu einem etablierten Studiengang an zahlreichen deutschen Hochschulen entwickelt.

## Methoden und Modelle
Die Wirtschaftsmathematik nutzt eine Vielzahl mathematischer und statistischer Werkzeuge, darunter:
- Lineare Algebra: Optimierung und Analyse von Modellen in der Betriebswirtschaftslehre (z. B. Produktionsplanung).
- Stochastik: Wahrscheinlichkeitsmodelle und statistische Methoden für Marktanalysen und Risikomanagement.
- Numerische Mathematik: Computergestützte Lösungen für komplexe Gleichungssysteme und Simulationen.
- Optimierung: Methoden wie lineare und nichtlineare Optimierung zur Ressourcenallokation und Entscheidungsfindung.
- Spieltheorie: Analyse von strategischen Interaktionen zwischen Entscheidungsträgern.

## Anwendungsgebiete
Wirtschaftsmathematik findet Anwendung in zahlreichen Bereichen:
- Finanzwirtschaft: Bewertung von Derivaten, Risikomanagement, Portfoliotheorie.
- Betriebswirtschaftslehre: Produktionsplanung, Logistik, Supply Chain Management.
- Marktanalyse und Prognosen: Statistische Modelle zur Vorhersage von Markttrends.
- Versicherungsmathematik: Aktuarielle Mathematik zur Berechnung von Versicherungsprämien und Rückstellungen.
- Data Science: Anwendung moderner Techniken wie Machine Learning zur Analyse großer Datenmengen.

## Studium der Wirtschaftsmathematik
Das Studium der Wirtschaftsmathematik ist interdisziplinär aufgebaut und umfasst in der Regel folgende Inhalte:
- Mathematik: Analysis, Lineare Algebra, Stochastik, Optimierung.
- Wirtschaftswissenschaften: Grundlagen der Mikro- und Makroökonomie, Betriebswirtschaftslehre.
- Informatik: Programmierkenntnisse, Algorithmen und Datenstrukturen.
- Praktische Anwendungen: Projekte, Fallstudien und Simulationen.

Die Kombination dieser Disziplinen bereitet Studierende darauf vor, mathematische Ansätze in wirtschaftlichen Kontexten anzuwenden. Übliche Studienabschlüsse sind Bachelor, Master und vereinzelt spezialisierte Abschlüsse wie Diplom-Wirtschaftsmathematik.

## Berufsperspektiven
Absolventen der Wirtschaftsmathematik sind in zahlreichen Branchen gefragt, darunter:
- Banken und Versicherungen: Risikoanalyse, Finanzmodellierung, Portfoliomanagement.
- Unternehmensberatung: Prozessoptimierung, strategische Planung.
- Datenanalyse und IT: Data Science, Big Data, Künstliche Intelligenz.
- Forschung: Entwicklung neuer Modelle und Methoden an Universitäten oder Forschungsinstituten.